# Leucostoma perrarum
Leucostoma perrarum är en tvåvingeart som beskrevs av Henry J. Reinhard 1956. Leucostoma perrarum ingår i släktet Leucostoma och familjen parasitflugor. Inga underarter finns listade i Catalogue of Life.